# Lemierzyce (przystanek kolejowy)
Lemierzyce – zamknięty przystanek osobowy a dawniej stacja kolejowa w Lemierzycach, na linii kolejowej nr 414 Gorzów Wielkopolski Zieleniec – Chyrzyno, w województwie lubuskim, w Polsce.